# Heteropoda jiangxiensis
Heteropoda jiangxiensis är en spindelart som beskrevs av Li 1991. Heteropoda jiangxiensis ingår i släktet Heteropoda och familjen jättekrabbspindlar. Inga underarter finns listade i Catalogue of Life.